# Diorhabda fischeri
Diorhabda fischeri is een keversoort uit de familie bladkevers (Chrysomelidae). Het basioniem van de naam is in 1837, als Galleruca fischeri door Faldermann gepubliceerd.